# Félix Ignacio Esparza Luri
Félix Ignacio Esparza Luri (Pamplona, 18 de enero de 1963) es un miembro de la organización terrorista Euskadi Ta Askatasuna (ETA), considerado jefe del aparato logístico de la misma cuando fue detenido en el mes de abril de 2004 en la localidad gala de Saint-Paul-lès-Dax en Francia.

## Biografía
En 1981, Esparza Luri formaba parte del comando Baratza, responsable de diversas acciones terroristas en varias localidades navarras. Un año más tarde huyó de su domicilio y en 1983, como integrante del comando Vizcaya, participó, presuntamente, en el asesinato en Bilbao de los policías Julio Segarra Blanco y Pedro Barquero González, así como de la esposa de este último Dolores Ledo García. Hasta el año 1989 se le relaciona con más de una veintena de acciones terroristas.
Después de permanecer escondido en el sur de Francia se trasladó a Sudamérica donde residió en varios países. Formó parte de la reserva de terroristas de ETA hasta que fue recuperado por la dirección de la organización para encargarse de cuestiones relacionadas con la logística.
Tras la detención en 2001 de Asier Oiartzabal Txapartegi 'Baltza', Esparza Luri asumió la dirección del aparato logístico y se incorporó al comité ejecutivo de la banda terrorista. En abril de 2004 fue arrestado en St. Paul les Dax en una operación en la que fueron igualmente capturados Félix Alberto López de la Calle 'Mobutu' y Mercedes Chivite Berango.
El Tribunal de lo Criminal de París condenó a Esparza Luri a 19 años de prisión en 2008 por extorsión de fondos a empresarios y receptación de los mismos (el llamado "impuesto revolucionario").
En 2010 las autoridades francesas lo entregaron temporalmente a España en favor de la Audiencia Nacional por delitos de asesinato, pertenencia a banda armada, tenencia ilícita de armas con fines terroristas y falsificación de documentos.